# Чон Ин Кьон
Чон Ин Кьон (кор. 정은경, ханча: 鄭銀敬, 9 липня 1965, Кванджу) — південнокорейський експерт з інфекційних хвороб і громадської охорони здоров'я, яка з 2020 року була першим уповноваженим Корейського агентства з контролю та профілактики захворювань. Чон раніше була першою жінкою, яка очолила попереднє агентство, Корейські центри з контролю і профілактики захворювань, яке було засновано 1981 року.
Під час пандемії грипу H1N1 у 2009 році Чон очолювала відділ політики щодо захворювань у міністерстві охорони здоров'я та соціального забезпечення. У 2015 році, під час спалаху MERS, вона відповідала за брифінги для преси та врегулювання кризових ситуацій як голова Центру профілактики захворювань Корейських центрів з контролю і профілактики захворювань і польової групи досліджень центральної оперативної групи. У 2016 році Ревізійно-інспекційна рада наказала відсторонити 9 посадових осіб охорони здоров'я, включно з Чон, за те, що вони не змогли зупинити найгірший спалах MERS за межами Близького Сходу. Її відсторонення було скорочено до 1 місяця зниженої зарплати після того, як Рада була піддана жорсткій критиці з боку медичного та наукового співтовариства за те, що вона покарала лише таких вчених, як Чон, а не політиків і відповідальних адміністраторів.. Починаючи з ранньої стадії епідемії COVID-19 у січні 2020 року, Чон проводила щоденні брифінги, щоб повідомляти про стан справ, та відповідати на запитання журналістів сама, а з травня 2020 року кожні два дні разом із іншим директором Корейського агентства з контролю та профілактики захворювань.
Чон включена до 100 найвпливовіших людей 2020 року за версією Time, 100 жінок 2020 року BBC і 50 осіб від Bloomberg.

## Директор Корейських центрів з контролю і профілактики захворювань
На початку президентства Мун Чже Іна в 2017 році Чон була призначена директором Корейських центрів з контролю і профілактики захворювань. Вона вперше стала працювати в цій організації як дослідник у 1998 році після роботи в офісі охорони здоров'я в Янджу. Відтоді вона працює в організації, окрім років з 2009 по 2014 рік, коли вона працювала в головній організації, міністерстві охорони здоров'я та добробуту, як керівник відділу політики щодо захворювань, відділу технологій охорони здоров'я, а пізніше відділу екстреної медичної допомоги. У лютому 2014 року вона повернулася до центрів з контролю та профілактики захворювань, щоб очолити їх департамент досліджень контролю хронічних захворювань, а через місяць — центр профілактики захворювань. До підвищення на посаду голови центрів у 2017 році вона очолювала Центр готовності та реагування на надзвичайні ситуації центрів з 2016 року

## Уповноважений Корейського агентства з контролю та профілактики захворювань
8 вересня 2020 року президент Мун Чже Ін призначив Чон Ин Кьон уповноваженим Корейського агентства з контролю та профілактики захворювань (KDCA), термін її повноважень розпочався 12 вересня, що зробило її останнім директором Корейських центрів з контролю та профілактики захворювань, і першим уповноваженим Корейського агентства з контролю та профілактики захворювань. Вона продовжувала керувати тією ж організацією, що й працювала, але з більшою автономією та ресурсами. У свій останній день на посаді директора Корейських центрів з профілактики захворювань президент Мун відвідав його штаб-квартиру на церемонії призначення Чон першим уповноваженим Корейського агентства з контролю та профілактики захворювань, що є незвичайним, враховуючи, що зазвичай такі заходи для посад, відповідних заступнику міністрів, проводить прем'єр-міністр. [14] Чон є першою особою, чию церемонія призначення відвідав президентом за межами Синього дому.
15 січня 2021 року президент Мун попросив Чон Ин Кьон та Корейське агентство з контролю та профілактики захворювань очолити корейську програму вакцинації проти COVID-19 на додаток до стримування поширення хвороби в країні. Чон Ин Кьон відповідала за міжвідомчу співпрацю та координацію, оскільки вакцини схвалюються міністерством безпеки харчових продуктів і ліків, транспортуються в країну міністерством землі, інфраструктури та транспорту; та розповсюджуються до центрів вакцинації міністерством національної оборони.
Пізніше стало відомо, що Чон Ин Кьон неодноразово відхиляв прохання президента Муна пом'якшити обмеження на в'їзд для безсимптомних хворих, які прибували в країну на піку пандемії.

## Освіта
Чон Ин Кьон має 3 ступені доктора медичних наук Сеульського університету, ступінь магістра громадської охорони здоров'я та докторську ступінь із профілактичної медицини.

## Нагороди
- 100 найвпливовіших людей 2020 року за версією Time.[9]
- Вона була у списку 100 жінок BBC, оголошеному 23 листопада 2020 року.[10]
- 50 осіб від Bloomberg у 2020 році[22]